# Batalla de Burdígala
La batalla de Burdígala va ser un dels enfrontaments entre la República Romana i els invasors bàrbars durant la guerra címbria, l'any 107 aC.

## Antecedents
L'any 113 aC els cimbres van arribar al Nòric, prop del Danubi, i els nòrics, poble aliat de Roma però incapaç de rebutjar la nova i poderosa força invasora van demanar ajuda romana, però a la batalla de Nòric van ser derrotats i Itàlia va quedar exposada a la invasió. Els cimbres i els seus aliats es van dirigir cap als Alps.

## Batalla
Els tigurins, comandats per Divicó van derrotar a Burdígala un exèrcit romà l'any 107 aC, i en la batalla van morir el cònsol Luci Cassi Longí i el general Luci Calpurni Pisó.

## Conseqüències
L'any 105 aC, Roma i els seus nous dirigents, el procònsol Quint Servili Cepió el vell i el cònsol Gneu Mal·li Màxim, van decidir expulsar els invasors, però van ser derrotats a la batalla d'Arausio. Després de separar-se, els invasors van caure derrotats a les batalles d'Aquae Sextiae i dels Campi Raudii.
Juli Cèsar es va revenjar de la derrota l'any 58 aC durant la Guerra de les Gàl·lies massacrant els dels tigurins a la batalla de l'Arar.